# Ryota Iwabuchi
Ryota Iwabuchi (岩渕 良太 Iwabuchi Ryōta?, nacido el 26 de abril de 1990 en Musashino, Tokio) es un futbolista japonés que se desempeña como centrocampista.

## Trayectoria

### Clubes
| Club                | País  | Año        |
| ------------------- | ----- | ---------- |
| Matsumoto Yamaga FC | Japón | 2013       |
| Renofa Yamaguchi FC | Japón | 2014       |
| FC Ryukyu           | Japón | 2015       |
| SC Sagamihara       | Japón | 2016       |
| Grulla Morioka      | Japón | 2017       |
| Fujieda MYFC        | Japón | 2018 -2024 |
| FC Ryukyu           | Japón | 2024-act.  |

## Estadística de carrera

### J. League
| Club                | Año   | J. League | J. League | Copa J. League | Copa J. League | Total | Total |
| Club                | Año   | Part.     | Goles     | Part.          | Goles          | Part. | Goles |
| ------------------- | ----- | --------- | --------- | -------------- | -------------- | ----- | ----- |
| Matsumoto Yamaga FC | 2013  | 2         | 0         | -              | -              | 2     | 0     |
| FC Ryukyu           | 2015  | 32        | 4         | -              | -              | 32    | 4     |
| SC Sagamihara       | 2016  | 29        | 7         | -              | -              | 29    | 7     |
| Grulla Morioka      | 2017  | 24        | 1         | -              | -              | 24    | 1     |
| Total               | Total | 87        | 12        | 0              | 0              | 87    | 12    |